# Fontaine-sous-Montdidier
Fontaine-sous-Montdidier és un municipi francès situat al departament del Somme i a la regió dels Alts de França. L'any 2007 tenia 122 habitants.

## Demografia

### Població

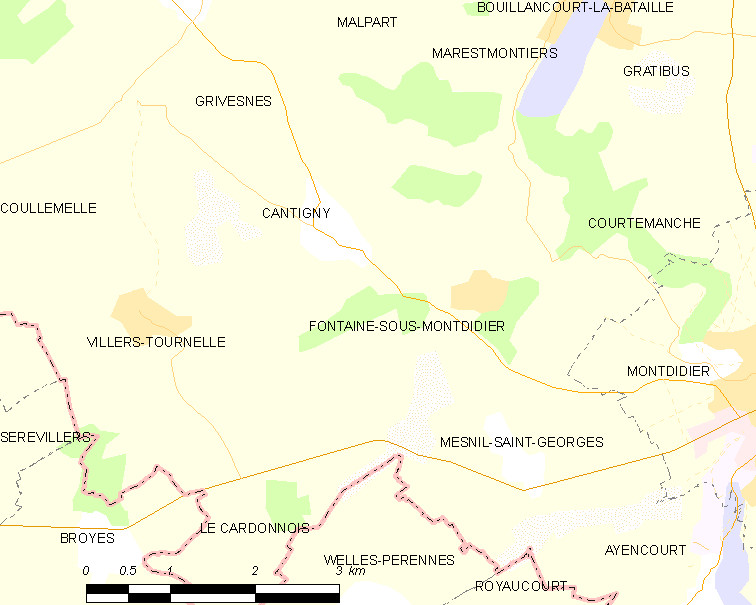

El 2007 la població de fet de Fontaine-sous-Montdidier era de 122 persones. Hi havia 48 famílies de les quals 8 eren unipersonals (4 homes vivint sols i 4 dones vivint soles), 24 parelles sense fills i 16 parelles amb fills.
La població ha evolucionat segons el següent gràfic:
Habitants censats

### Habitatges

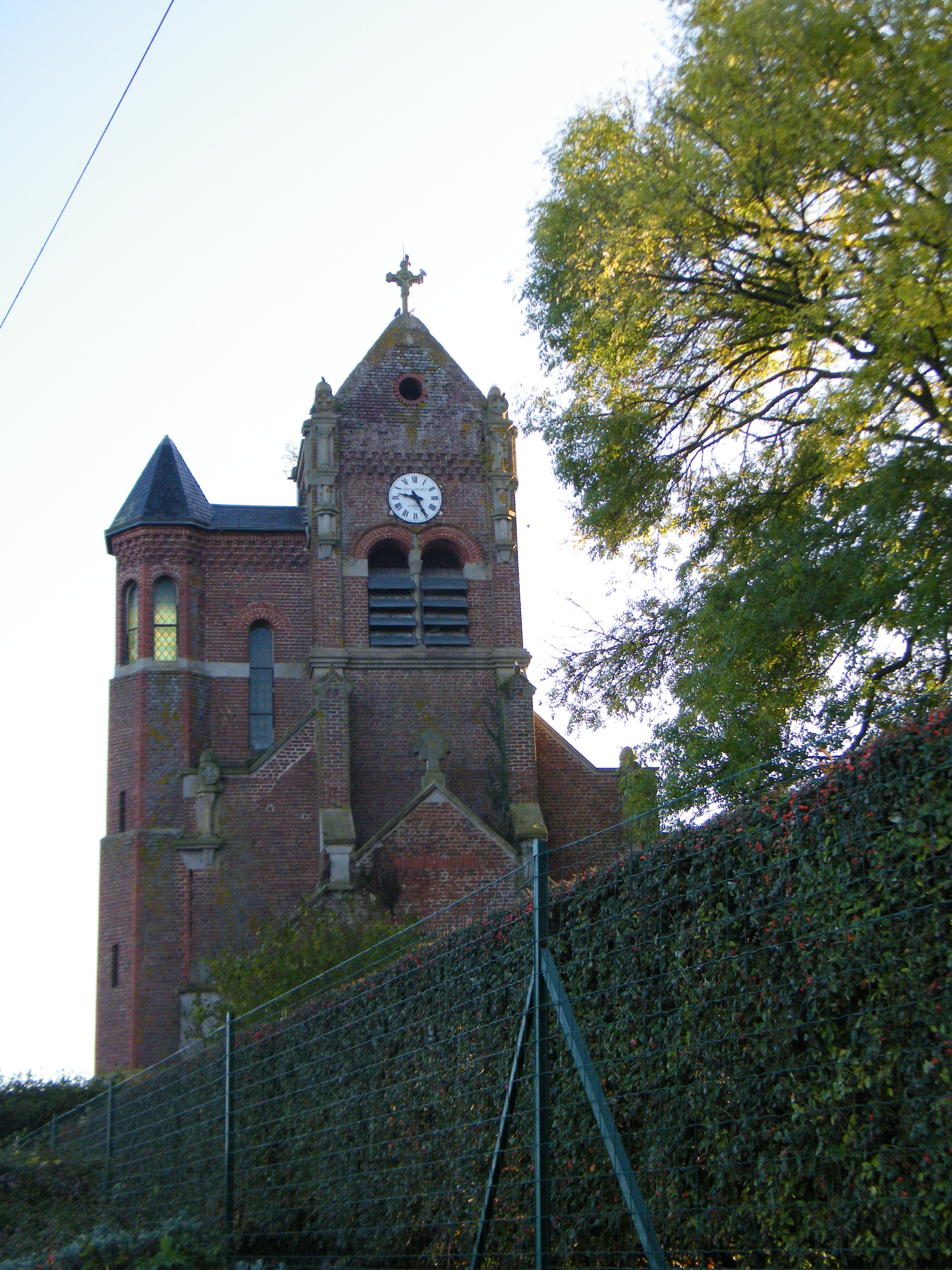

El 2007 hi havia 55 habitatges, 49 eren l'habitatge principal de la família, 4 eren segones residències i 2 estaven desocupats. Tots els 55 habitatges eren cases. Dels 49 habitatges principals, 45 estaven ocupats pels seus propietaris, 3 estaven llogats i ocupats pels llogaters i 1 estava cedit a títol gratuït; 1 tenia una cambra, 2 en tenien dues, 7 en tenien tres, 16 en tenien quatre i 24 en tenien cinc o més. 38 habitatges disposaven pel capbaix d'una plaça de pàrquing. A 23 habitatges hi havia un automòbil i a 26 n'hi havia dos o més.

### Piràmide de població

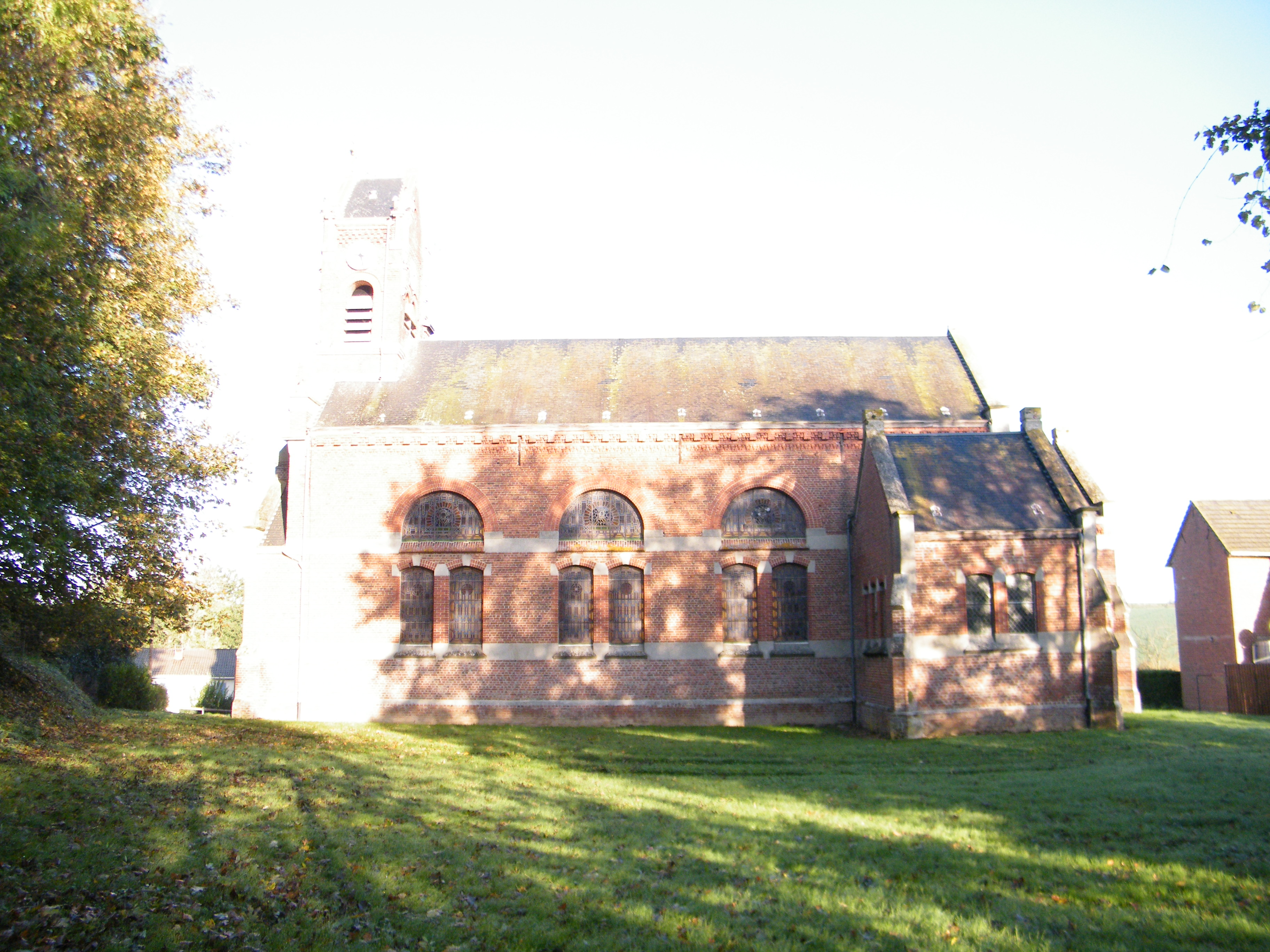

La piràmide de població per edats i sexe el 2009 era:
| Homes | Edats   | Dones |
| ----- | ------- | ----- |
| 0     | 95 o +  | 0     |
| 0     | 90 a 94 | 0     |
| 0     | 85 a 89 | 0     |
| 0     | 80 a 84 | 4     |
| 4     | 75 a 79 | 0     |
| 0     | 70 a 74 | 0     |
| 8     | 65 a 69 | 8     |
| 4     | 60 a 64 | 0     |
| 8     | 55 a 59 | 4     |
| 0     | 50 a 54 | 12    |
| 4     | 45 a 49 | 0     |
| 4     | 40 a 44 | 4     |
| 8     | 35 a 39 | 8     |
| 0     | 30 a 34 | 0     |
| 0     | 25 a 29 | 4     |
| 4     | 20 a 24 | 4     |
| 0     | 15 a 19 | 8     |
| 8     | 10 a 14 | 0     |
| 4     | 5 a 9   | 8     |
| 8     | 0 a 4   | 12    |

## Economia

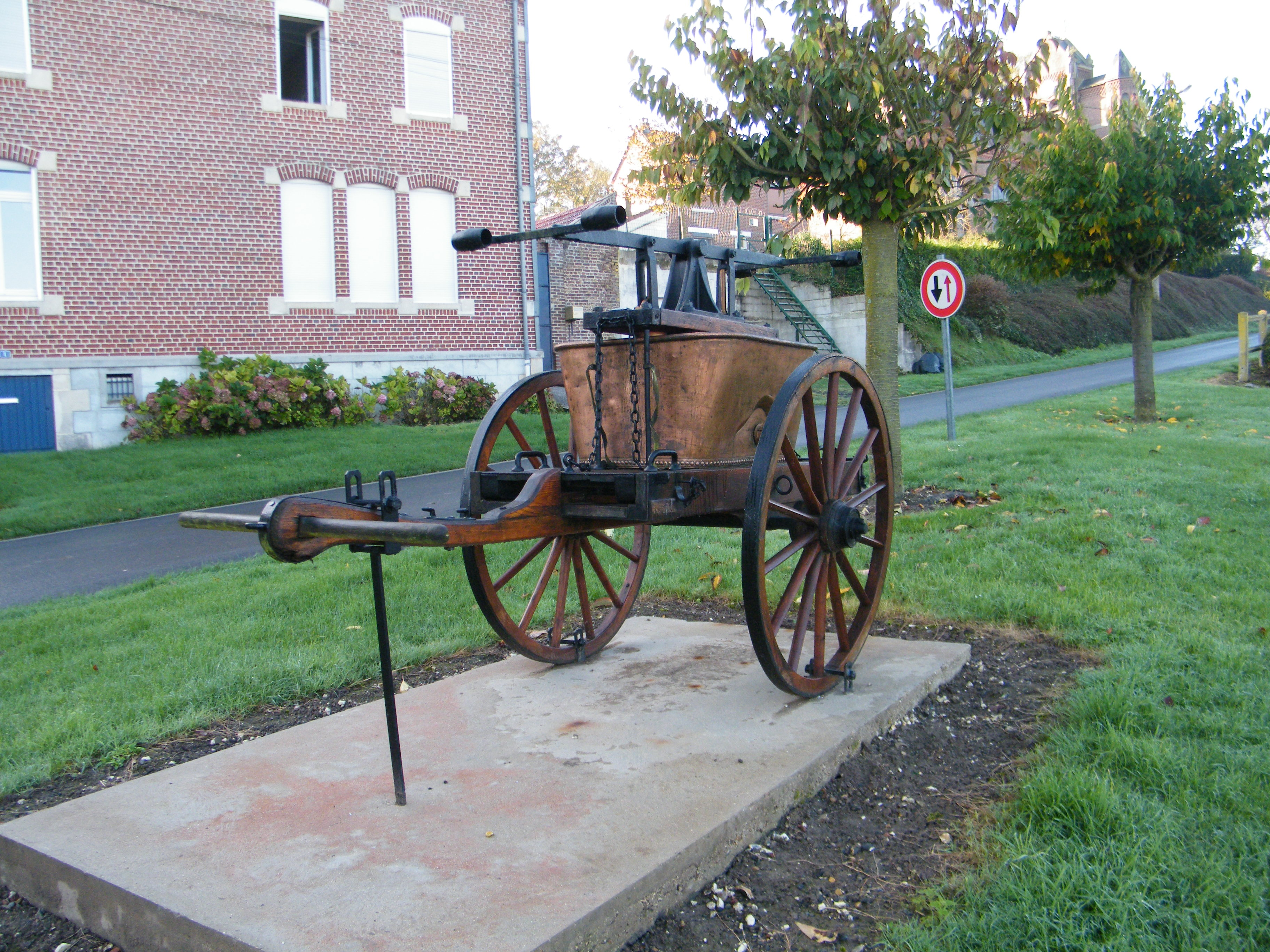

El 2007 la població en edat de treballar era de 82 persones, 56 eren actives i 26 eren inactives. De les 56 persones actives 49 estaven ocupades (28 homes i 21 dones) i 7 estaven aturades (2 homes i 5 dones). De les 26 persones inactives 8 estaven jubilades, 8 estaven estudiant i 10 estaven classificades com a «altres inactius».

### Ingressos
El 2009 a Fontaine-sous-Montdidier hi havia 50 unitats fiscals que integraven 128 persones, la mediana anual d'ingressos fiscals per persona era de 19.290 €.

### Activitats econòmiques
Dels 6 establiments que hi havia el 2007, 1 era d'una empresa de construcció, 3 d'empreses de comerç i reparació d'automòbils, 1 d'una empresa de serveis i 1 d'una empresa classificada com a «altres activitats de serveis».
L'únic servei als particulars que hi havia el 2009 era una lampisteria.
L'any 2000 a Fontaine-sous-Montdidier hi havia 7 explotacions agrícoles que ocupaven un total de 316 hectàrees.

## Poblacions més properes

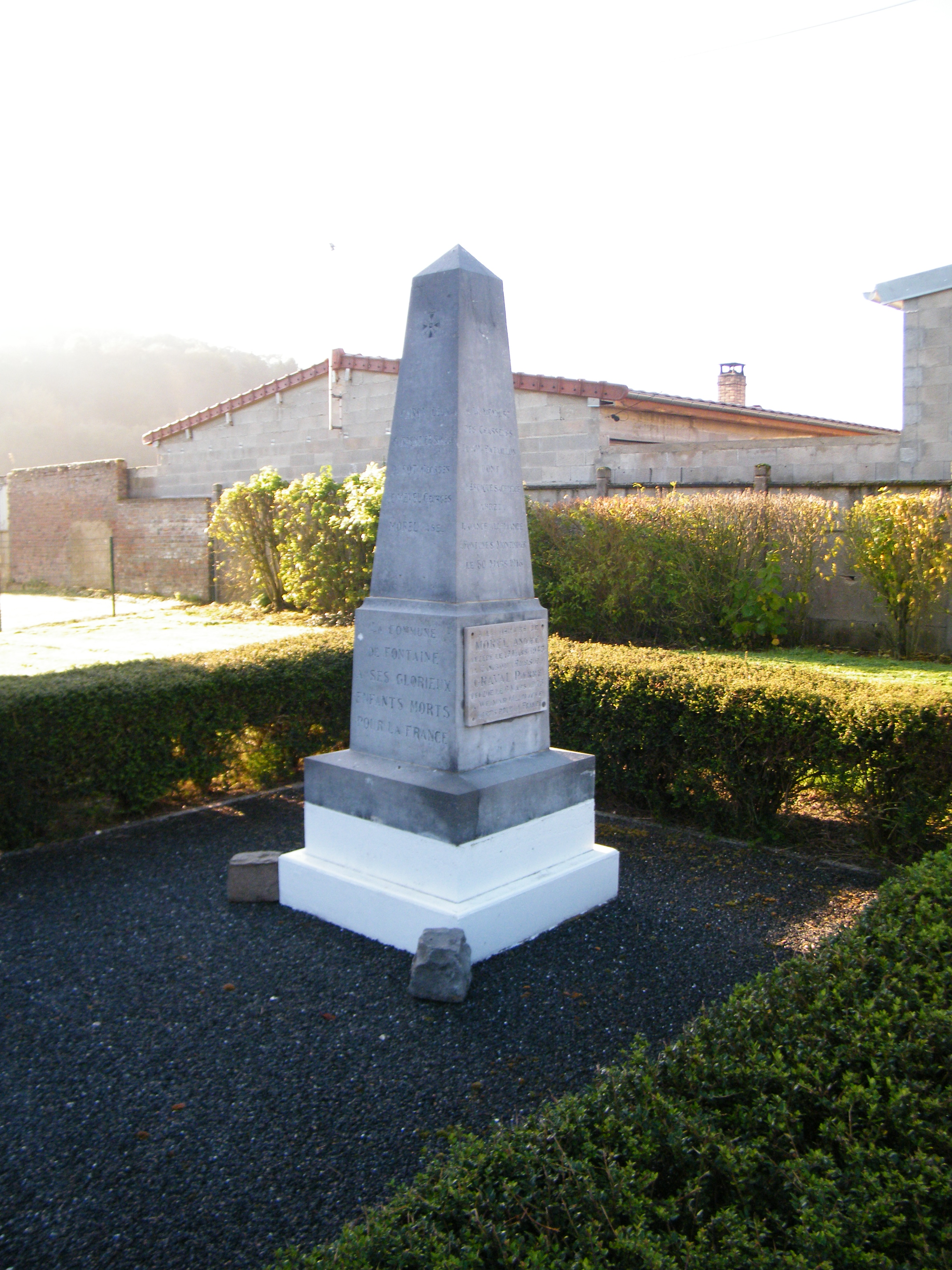

El següent diagrama mostra les poblacions més properes.